# Hippy Hippy Shake
Не следует путать с фильмом «Хиппи Хиппи Шейк» (англ. название «Hippie Hippie Shake»).
«Hippy Hippy Shake» — песня, написанная и впервые исполненная американским исполнителем Ченом Ромеро в 1959
году. В этом же году песня достигла третьей позиции в чартах Австралии, хотя в США стала лишь незначительным хитом. Её автору на момент написания песни было лишь 17 лет.

## Кавер-версии
- Кавер-версия, записанная итальянским исполнителем Литлом Тони[англ.], опубликованная в том же году, достигла умеренного успеха в Великобритании и Италии.
- Версия британской группы The Swinging Blue Jeans, выпущенная в декабре 1963 года, стала хитом в Великобритании, достигнув второй позиции в чартах[4]. Успех этого сингла в США был менее заметным, но, тем не менее, песня стала наибольшим американским хитом группы.
- Песня долгое время находилась в живом репертуаре группы «Битлз»[2] (в частности, группа исполняла её во время своего пребывания в Гамбурге в декабре 1962 года[5]). Группа несколько раз записывала свою версию песни для BBC; версия, записанная 10 июля 1963 года, вошла в компиляционный альбом Live at the BBC, вышедший в 1994 году. В данной версии вокальную партию исполнял Пол Маккартни, он же играл на бас-гитаре; Джон Леннон исполнял партию ритм-гитары, Джордж Харрисон — партию соло-гитары, Ринго Старр — партию ударных[5].
- Кавер-версия песни вошла в альбом Mud Rock британской группы Mud; данный альбом достиг восьмой позиции в чартах (1974 год).
- Песня была записана британским исполнителем Дэйви Джоунсом[англ.]; его версия вышла на стороне «Б» сингла «After Your Heart» (1987 год).
- Кавер-версия песни была записана также американской группой The Georgia Satellites[англ.] в 1988 году. Их версия достигла 45-й позиции в чарте US Hot 100 и 13-й — в чарте Mainstream Rock Chart.

## В популярной культуре
Песня использовалась во ряде различных кинофильмов (в том числе и довольно известных). Так, в оригинальном исполнении Чена Ромеро она звучит в фильме «Люди Икс: Первый класс»; версия группы The Swinging Blue Jean звучит в фильмах «Безумный спецназ» и «Ангелы у кромки поля»; версия группы The Georgia Satellites звучит в фильме «Коктейль».